# Synagoge (Gorredijk)
De synagoge is een voormalige synagoge aan de Langewal in Gorredijk in de Nederlandse provincie Friesland.

## Geschiedenis
De synagoge met een neoclassicistische voorgevel en een koepeltje werd ingewijd op 4 april 1807 (Joodse kalender: 24 Adar II 5567). In het fronton en boven de deur stond in het Hebreeuws de eerste zin van het gebed Ma Tovoe: מה טבו אהליך יעקב, משכנותיך ישראל. Vertaald: Hoe goed zijn uw tenten, o Jacob, uw woningen, o Israël (Numeri 24:5). Na het sluiten van de synagoge in 1945 werd de inventaris overgebracht naar de synagoge van Leeuwarden. In 1949 werd de gemeente Opsterland eigenaar en in 1954 werd de synagoge van Gorredijk wegens bouwvalligheid gesloopt.

## Woonhuis
Ter linkerzijde naast de synagoge is omstreeks 1817 een huis gebouwd voor de joodse onderwijzer. Dit pand, Langewâl 52, is behouden en is sinds 1971 beschermd als rijksmonument.

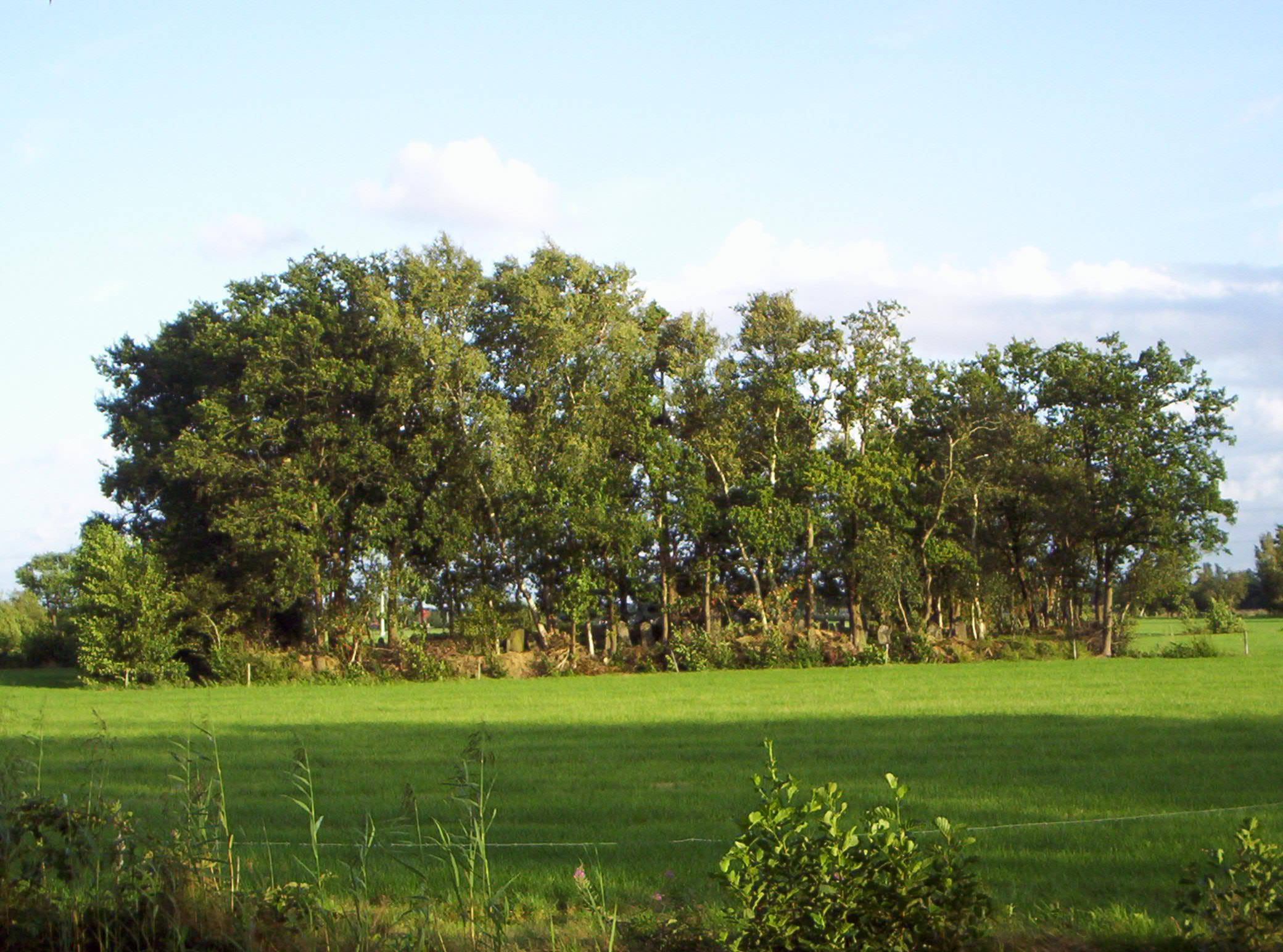
Joodse begraafplaats (Gorredijk)
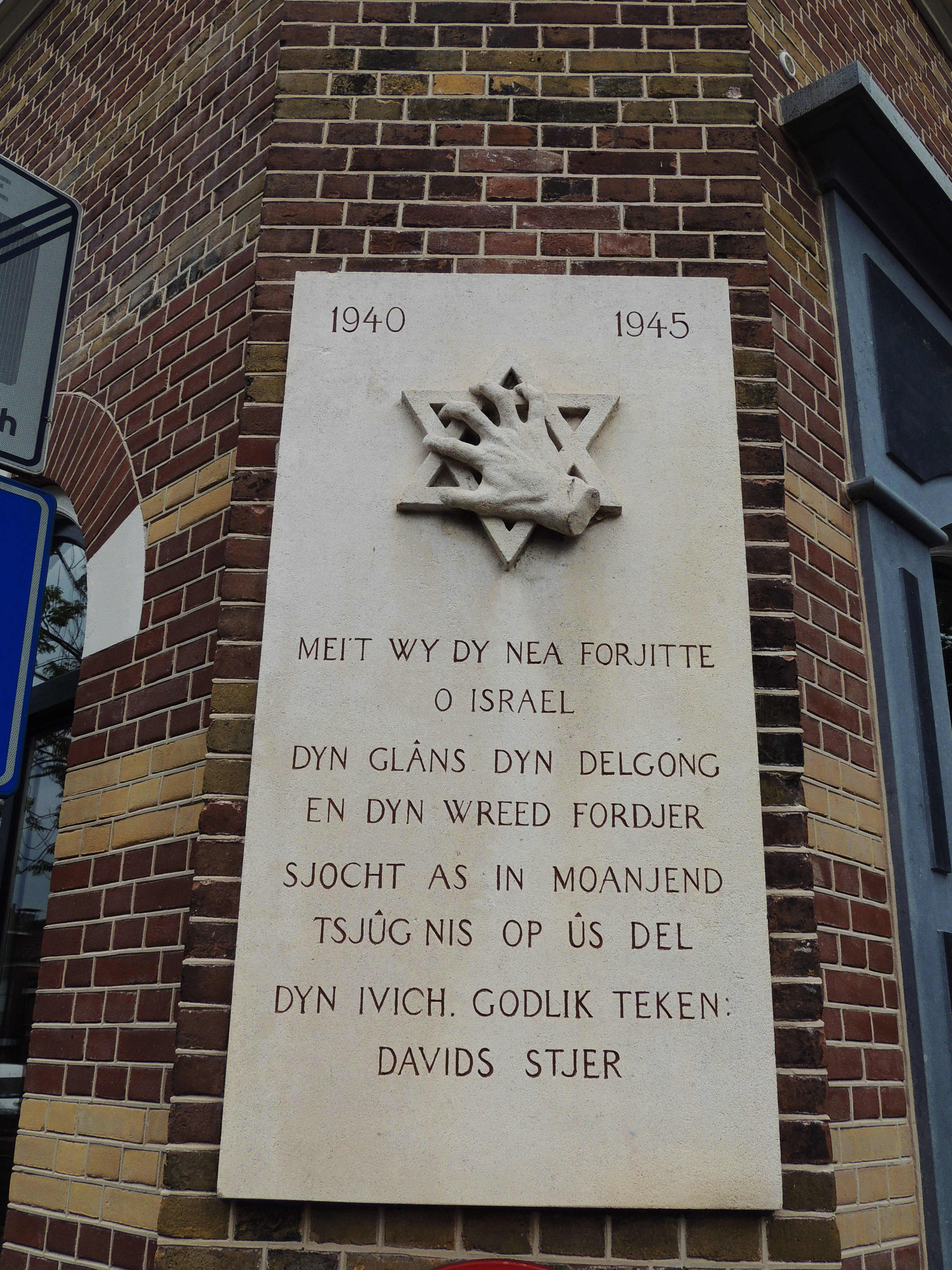
Gedenksteen hoek Hoofdstraat/Kerkewal
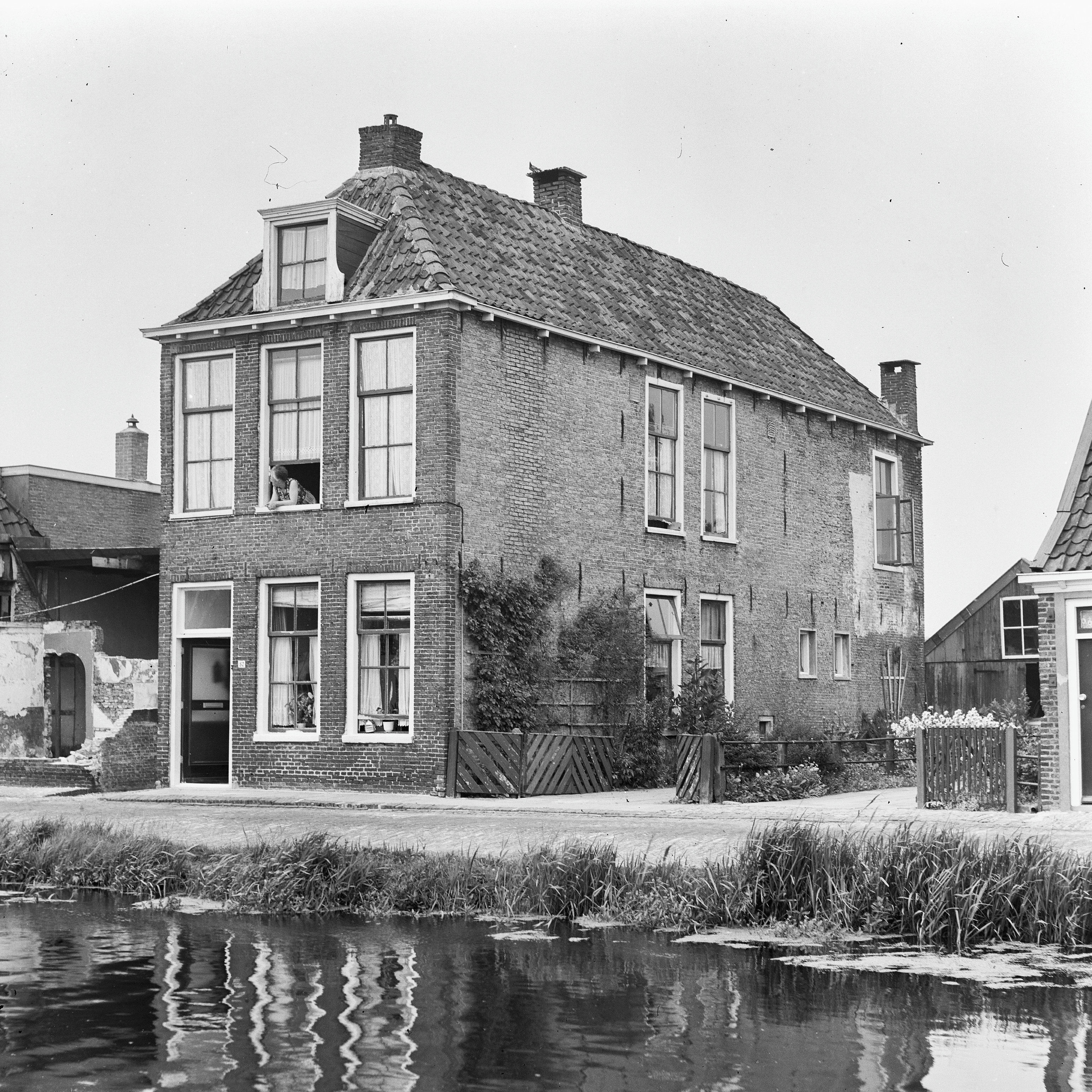
Het woonhuis, in 1969, na de sloop van de synagoge.